# Весілля принцеси Єлизавети та Філіпа Маунтбеттена
Весілля принцеси Єлизавети та Філіпа Маунтбеттена відбулося в четвер, 20 листопада 1947 року, у Вестмінстерському абатстві в Лондоні, Велика Британія. Наречена була старшою донькою короля Георга VI. Нареченим був колишній грецький і данський принц. Філіп отримав титул герцога Единбурзького, графа Меріонета та барона Грінвічського у день весілля.

## Знайомство та заручини
Єлизавета та Філіп були двоюрідними братом і сестрою (за походженням від короля Данії Крістіана IX , Луїзи Гессен-Кассельської) і троюрідними за походженням від королеви Вікторії та принца Альберта). 
Принцеса Єлизавета познайомилася з принцом Філіпом у 1934 році на весіллі кузини Філіпа принцеси Греції й Данії Марини та принца Джорджа, герцога Кентського, дядька Єлизавети по лінії батька.
Після зустрічі в Королівському військово-морському коледжі в Дартмуті в липні 1939 року Єлизавета, якій було лише 13 років, закохалася в Філіпа, і вони почали обмінюватися листами.  Пара таємно заручилася у 1946 році. 
Після того як Філіп попросив руки принцеси Єлизавети, король задовольнив його прохання за умови, що офіційні заручини будуть відкладені до 21-го дня народження Єлизавети.
Про заручини принцеси Єлизавети та принца Філіпа офіційно повідомили 9 липня 1947 року. Філіп подарував Єлизаветі трикаратну каблучку з діамантом, яка складалася з «центрального каменю, обрамленого десятьма меншими діамантами». Діаманти були взяті з тіари, яка належала матері Філіпа, принцесі Алісі Баттенбергській і використовувалися також для створення браслета Єлизавети. 
Король дав офіційний дозвіл на шлюб у  Британській таємній раді відповідно до Королівського закону про шлюби (1772). Те саме було зроблено в Канаді на засіданні Канадської таємної ради короля за участю головного судді Канади Тібодо Рінфрета.

## Весілля
Принцеса Єлизавета та принц Філіп одружилися 20 листопада 1947 року об 11:30 за Гринвічем у Вестмінстерському абатстві. Принцеса Єлизавета стала десятим представником королівської сім'ї, весілля якого відбулося у Вестмінстерському абатстві.
У Єлизавети було вісім подружок нареченої: принцеса Маргарет (її молодша сестра), принцеса Олександра Кентська (двоюрідна сестра принцеси), леді Керолайн Монтегю-Дуглас-Скотт (донька герцога Бакклюша), леді Мері Кембридж (її двоюрідна сестра), Леді Елізабет Ламбарт (донька графа Кавана), Леді Памела Маунтбеттен (двоюрідна сестра Філіпа), Маргарет Елфінстон (її двоюрідна сестра) та Діана Боуз-Лайон (її двоюрідна сестра). Двоюрідні брати принцеси Вільям Глостерський і принц Майкл Кентський були пажами.
Шафером на весіллі став маркіз Мілфорд-Гейвен, двоюрідний брат нареченого по материнській лінії. Маркіз був онуком принца Людвіга Баттенберга та принцеси Вікторії Гессенської й Рейнської,і праправнуком королеви Вікторії.
Сукню принцеси Єлизавети створив Норман Гартнелл. Атласна весільна сукня складалася з мотивів зірчастих лілій і апельсинових квітів.
Весільні туфлі Єлизавети були виготовлені з атласу та оздоблені сріблом і перлами. Єлизавета сама зробила макіяж для весілля.
Весільний букет з білих орхідей з гілочкою мирта повернули до Вестмінстерського абатства наступного дня після церемонії, щоб покласти його на могилу Невідомого солдата, дотримуючись традиції започаткованої матір'ю Єлизавети на її весіллі в 1923 році.
У день весілля, перед від'їздом до Вестмінстерського абатства весільна тіара принцеси Єлизавети зламалася. Придворного ювеліра, який повинен був якнайшвидше все полагодити поліцейський кортеж доправив до його робочого місця.
Батько принцеси подарував їй пару намистин з перлинами, які як сімейну реліквію дарували королеві Анні та королеві Кароліні, на весілля. Діамантові сережки також передавались з покоління в покоління від принцеси Марії матері королеви Марії, герцогині Текській.
У день свого весілля Єлизавета зрозуміла, що залишила свої перлини в  Сент-Джеймському палаці. Особистий секретар Джок Колвілл був спеціально уповноваженим забрати їх. Він зміг доставити перли принцесі вчасно для її портрета в Букінгемському палаці.
Філіп був одягнений у свою військово-морську форму, яка була прикрашена його медалями та зірковою емблемою Кавалера Найблагороднішого ордена Підв'язки. Він також мав при собі церемоніальний меч, яким пізніше розрізав весільний торт.
Обручка принцеси Єлизавети була виготовлена з валлійського золота. Кільце було зроблено із самородка валлійського золота з шахти Клогау Сент-Девід, поблизу Долгеллау. Самородок був переданий тодішній леді Єлизаветі Боуз-Лайон і використовувався для виготовлення її обручки, а згодом і обручок обидвох її доньок. Той самий самородок пізніше використовувався для створення обручок принцеси Анни та леді Діани Спенсер.
Перед весіллям Філіп відмовився від свого грецького та данського титулів та перейшов із грецької православної віри в англіканство, взявши прізвище британської родини своєї матері. За день до весілля король Георг удостоїв його титулу королівської високості, а в день весілля, 20 листопада 1947 року, Філіп став герцогом Единбурзьким, графом Меріонетським і бароном Гринвічським у графстві Лондон. Єлизавета прийняла титул свого чоловіка і стала принцесою Єлизаветою, герцогинею Единбурзькою.
Після весільної церемонії Єлизавета та Філіп попрямували до Букінгемського палацу, де пара привітала натовп з балкона. Їх весільна трапеза відбулася в Бальній залі палацу. Офіційний весільний торт спекла лондонська пекарня McVitie & Price. Фруктовий пиріг із чотирьох ярусів мав висоту дев'ять футів і важив близько 500 фунтів. Він був виготовлений з 80 апельсинів, 660 яєць і більше трьох галонів морського рому. Оскільки Друга світова війна закінчилася лише два роки до весілля пари, деякі інгредієнти, які використовувалися для приготування торта, доставлялися до Британії з усього світу; це призвело до того, що торт отримав прізвисько «Торт 10 000 миль». Оздоблення торта складалося з гербів обидвох сімей нареченої та нареченого, а також їх індивідуальних монограм. Пара розрізала торт мечем Маунтбеттена герцога Единбурзького, який йому подарував на весілля король Георг.

## Гості
Зі сторони  нареченої та нареченого на весіллі були присутні безліч гостей: король Георг VI,  королева Єлизавета,  принцеса Маргарет, сестра нареченої,  Марія Текська,  бабуся нареченої по батьковій лінії принц Генрі, герцог Глостерський,  Принцеса Аліса, герцогиня Глостерська, дядько та тітка нареченої по батьківській лінії,  принц Вільям Глостерський, двоюрідний брат нареченої,  принц Річард, герцог Глостерський, двоюрідний брат нареченої, принцеса Греції та Данії Марина, тітка нареченої по лінії батька (і двоюрідна сестра нареченого),  принц Едвард, герцог Кентський, принцеса Олександра Кентська,  принц Майкл Кентський, двоюрідний брат нареченої, Мері, принцеса та графиня Хервудська,  Джордж Ласселлс, 7-й граф Хервуд, двоюрідний брат нареченої,  Джеральд Девід Ласселлс, двоюрідний брат нареченої, принцеса Олександра, друга герцогиня Файф, двоюрідна сестра нареченої і вдова принца Артура Коннотського, Аліса Баттенберг, король та королева Югославії, принцеса Кетрін Грецька і Данська та інші гості.

## Медовий місяць
Після урочистостей пара сіла на потяг до Гемпшира на лондонській залізничній станції Ватерлоо та провела свою шлюбну ніч у будинку дядька герцога Единбурзького, графа Маунтбеттена, у Бродлендсі. Звідти Єлизавета та Філіп вирушили до Біркхолла в маєток Балморал, де вони провели решту свого медового місяця.